# Homosexualität in Tschetschenien
Homosexualität ist in Tschetschenien gesellschaftlich tabuisiert, Menschen mit nicht-heterosexueller Orientierung müssen mit Gewalt durch ihr soziales Umfeld wie auch durch staatliche Stellen rechnen. Nach dem lokalen Recht sind homosexuelle Handlungen in Tschetschenien strafbar. Im März 2017 hat die Verfolgung deutlich zugenommen und es kam zu einer Verhaftungswelle, der Errichtung von Gefängnissen für homosexuelle Männer, Folter und Todesfällen sowie in Reaktion darauf zu internationalem Protest gegen diese Ereignisse. Deutschland, Litauen, Kanada und die Niederlande gewähren den Verfolgten seit 2017 Asyl.

## Rechtlicher Status
In Tschetschenien als Teil der Russischen Föderation gelten zunächst die gesetzlichen Regelungen zu Homosexualität in Russland, insbesondere die Strafbarkeit von sogenannter „Homo-Propaganda“ – positiver Darstellung von oder Äußerung über Homosexualität in der Öffentlichkeit beziehungsweise in Anwesenheit Minderjähriger. Am 27. Oktober 2022 nahm die Staatsduma einen Gesetzesentwurf in einer von drei Lesungen an, die eine Ausweitung des Verbotes der sogenannten „Homo-Propaganda“ auf alle Altersgruppen zur Folge haben würde.
Historisch hatte die Region die rechtliche Entwicklung seit der Eroberung durch Russland im 19. Jahrhundert nachvollzogen: Wurde Homosexualität mit der Eingliederung in das Russische Reich illegal, wurde die Strafbarkeit dann in der Sowjetunion zunächst aufgehoben, dann unter Josef Stalin wieder eingeführt. 1993 wurde die Strafbarkeit in ganz Russland wieder aufgehoben. Während der nicht anerkannten Unabhängigkeit der Tschetschenischen Republik Itschkerien führte Präsident Aslan Maschadow 1996 das Scharia-Recht ein. Für Analverkehr – zwischen zwei Männern oder für solchen vor und außerhalb der Ehe zwischen einem Mann und einer Frau – sah dieses als Strafe Stockschläge bei den ersten beiden Vergehen und Hinrichtung beim Dritten vor. Nach der Rückeroberung durch Russland im Zweiten Tschetschenienkrieg wurde die russische Rechtsordnung wieder hergestellt, es blieb jedoch eine weitreichende Autonomie unter Präsident Achmat Kadyrow und seinem Sohn und Nachfolger Ramsan Kadyrow. Die Rechtsordnung blieb an einer strengen Auslegung des Islam ausgerichtet, um dem Islamismus der separatistischen Bewegung entgegenzukommen und somit ihren politischen und gesellschaftlichen Einfluss zu schwächen.

## Gesellschaftliche Situation
Homosexualität ist in Tschetschenien gesellschaftlich tabuisiert und wird als Abnormalität verstanden, was durch eine verbreitete strenge Auslegung des Islams gestützt wird. Die Betroffenen haben Gewalt auch aus der eigenen Familie zu erwarten, da ihre Orientierung als Schande für die ganze Familie verstanden wird. So kommt es auch zu sogenannten Ehrenmorden an Homosexuellen. Die Männer haben eine Frau und Kinder und halten ihre sexuelle Orientierung geheim. Bei polizeilichen Übergriffen auf Homosexuelle schweigen diese und deren Familien meist, um sich nicht gesellschaftlicher Ächtung oder weiterer Gewalt auszusetzen.
Es existiert keine Organisation oder Gemeinschaft homosexueller Menschen in Tschetschenien. Lediglich kleine Gruppen kommunizieren im Geheimen oder über soziale Netzwerke miteinander.

## Staatliche Verfolgung Homosexueller
Unter Präsident Ramsan Kadyrow sind Homosexuelle Verfolgung durch die Sicherheitsbehörden ausgesetzt. Regelmäßig werden Männer entführt, geschlagen und mit ihrer sexuellen Orientierung erpresst. Dabei wird Geld oder die Preisgabe eines weiteren möglichen Opfers verlangt.
Ende März und April 2017 nahm die Verfolgung Homosexueller durch die Behörden der autonomen tschetschenischen Republik stark zu: Über 100 Männer wurden in kurzer Zeit verhaftet und in zwei Gefängnisse gebracht. Bei den Festnahmen und in der Haft starben mindestens drei der Männer. Unter den Festgenommenen sind auch religiöse Würdenträger und zwei bekannte Fernsehmoderatoren. Die homosexuellen Männer im Alter zwischen 16 und 50 Jahren sollen über soziale Netzwerke oder über die Erpressung von Daten Einzelner aus Bekanntenkreisen ermittelt worden sein. Jedoch sollen auch heterosexuelle Männer unter dem Vorwurf der Homosexualität festgenommen worden sein. In den Gefängnissen, meist wird eine Einrichtung nahe der Stadt Argun genannt sowie das Dorf Tsotsi-Yurt, sollen die Festgenommenen schwerer körperlicher und psychischer Folter ausgesetzt sein. So sollen sie Elektroschocks ausgesetzt oder zu Tode geschlagen worden sein. Dabei wurden auch Kontaktdaten zu weiteren mutmaßlichen Homosexuellen erpresst oder aus den mitgeführten Handys entnommen. Die so identifizierten Bekannten wurden dann ebenso verschleppt, da angenommen wird diese hätten die gleiche sexuelle Orientierung.
Einige der Festgenommenen wurden wieder freigelassen oder schwer verletzt ihren Familien übergeben. Dabei sollen die Sicherheitsbehörden die Familie dazu aufgefordert haben, den Übergebenen zu töten. Andere Familien mussten Lösegeld zahlen. Noch nicht verhaftete Homosexuelle haben aus Angst vor Verhaftung ihre Daten in sozialen Netzwerken gelöscht und sind aus dem Land geflohen. Ab dem 3. April leistete das Russian-LGBT-Network den Betroffenen Hilfe bei der Flucht, fünf sollen bereits in den ersten Tages dieses Programms geflohen sein. Bis Mitte April sollen Dutzende Betroffene den Kontakt zu Hilfsorganisationen aufgenommen haben, um aus der Region zu fliehen. Ein Fluchthelfer in Russland schätzt, dass mehrere Hundert Männer betroffen sind.
Nachdem einige der Festgenommenen hatten fliehen können, berichtete zuerst die Nowaja gaseta über die Verfolgungswelle und berief sich auf die Zeugenaussagen der Geflohenen. Auf die Berichterstattung über die Verhaftungen und die internationale Kritik an den Ereignissen reagierte die tschetschenische Regierung am 2. April 2017 mit der Behauptung, dass die Berichte alle falsch wären und es in Tschetschenien gar keine Homosexuellen gäbe, die verfolgt werden könnten. Sollte es „solche Leute“ doch geben, so würden „ihre Verwandten sie selbst an einen Ort schicken, von dem sie nicht zurückkehren“. Andere Vertreter des Staates sagten, Homosexualität sei schlimmer als Krieg und Homosexuelle müssten neutralisiert werden. Die Berichte seien Teil einer Verleumdungskampagne gegen Tschetschenien. Auch die höchsten Imame des Landes kritisierten die Berichte und bezeichnen sie als eine Lüge. In der Zeit darauf wurde von tschetschenischen Politikern und Theologen zu Gewalt gegen die Journalisten der Nowaja gaseta aufgerufen. Dmitry Peskov, Sprecher des russischen Präsidenten, erklärte einige Tage nach Bekanntwerden der Vorfälle, dass die Regierung nichts davon wisse und die Betroffenen sich an die lokalen Behörden wenden sollten. Das Thema steht nicht auf der Agenda des Kremls. Russische Behörden wiesen die Verantwortung den tschetschenischen Stellen zu.
Als Ursache für die Verfolgungswelle wurde zunächst vermutet, dass in Russland für diese Zeit mehrere Gay Pride Paraden angemeldet waren, denen der tschetschenische Staat zuvorkommen wollte. Jedoch war keine solche Demonstration direkt in Tschetschenien geplant. In anderen russischen Teilrepubliken der Region löste die Anmeldung der bald darauf verbotenen Paraden homophobe Gegendemonstrationen aus.
Wie auch die sogenannten „Ehrenmorde“ von der tschetschenischen Regierung offiziell gebilligt werden, so gelten Angehörige der LGBT-Gemeinschaft von staatlicher Seite nach wie vor nicht nur als vogelfrei – das tschetschenische Volk wird geradezu dazu angehalten, diese Menschen zu töten oder anderweitig zum Schweigen zu bringen, während die Regierung gleichzeitig die Existenz der Spezialgefängnisse ebenso wie Folterpraxis und Verschwindenlassen weiterhin leugnet: „Man kann niemanden verhaften oder unterdrücken, den es in der Republik gar nicht gibt, würden solche Leute in Tschetschenien existieren, müssten die Sicherheitsbehörden sich gar nicht um sie kümmern, da ihre Verwandten sie selbst an einen Ort schicken würden, von dem sie nicht zurückkehren.“
Berichten zufolge setzte sich die staatliche Verfolgung von Homosexuellen 2018 und 2019 fort. Neu würden den Verhafteten die Reisepässe abgenommen, um sie an einer Flucht zu hindern. 2022 kam es erneut zu einer Verhaftung eines geouteten Homosexuellen wegen dessen sexueller Orientierung.

## Internationale Reaktionen
Nachdem erste Berichte über die Verfolgungen Ende März veröffentlicht wurden, gab Human Rights Watch am 4. April 2017 eine Stellungnahme heraus, in der die russischen Behörden zum Eingreifen aufgefordert werden. Am gleichen Tag berichtete Amnesty International über die Ereignisse und rief in einer Urgent Action dazu auf, bei russischen Behörden zu protestieren und zum Handeln gegen die Verfolgung aufzufordern.
Für das deutsche Auswärtige Amt zeigte sich am 7. April 2017 Gernot Erler als Koordinator für die Zusammenarbeit mit Russland besorgt über die Berichte über die Ereignisse in Tschetschenien und rief die russischen Behörden auf, sich von homophoben Aussagen zu distanzieren, die Verfolgungen zu beenden sowie die Täter zu verfolgen und erinnerte an die internationalen Verpflichtungen Russlands. Eine ähnliche Stellungnahme veröffentlichte das Französische Außenministerium am 12. April. Am 13. April 2017 veröffentlichte der UN-Menschenrechtsrat eine Stellungnahme, in der er die Vorfälle in Tschetschenien verurteilt und die russischen wie die lokalen Behörden auffordert, die Verhaftung und Folter sofort zu beenden, die Festgenommenen freizulassen, die Ereignisse zu untersuchen, die Täter zur Rechenschaft zu ziehen und die Opfer zu entschädigen. Außerdem werden die homophoben Äußerungen der Regierungsstellen verurteilt und diese zur Distanzierung von solchen Stellungnahmen aufgefordert, die Gewalt gegen Menschen wegen deren sexueller Orientierung befördert oder dazu aufruft. Am gleichen Tag erfolgte ein ähnlicher Aufruf durch das Büro für demokratische Institutionen und Menschenrechte der OSZE.
Anfang Juni 2017 öffneten Deutschland und Litauen ihr Asyl- bzw. Bleiberecht für aufgrund ihrer sexuellen Orientierung verfolgte Tschetschenen. Sie erhielten in beiden Ländern Zuflucht erst als geduldete Flüchtlinge, unmittelbar gefolgt von einer dauerhaften Aufenthaltserlaubnis aus humanitären Gründen (siehe auch: Asyl und Flüchtlingseigenschaft im deutschen Asylrecht).
Auch Kanada lässt seit dem Frühjahr 2017 schwule und lesbische Tschetschenen ins Land. Bis Juni 2017 hatten bereits 22 verfolgte Menschen ihren Weg auf sicheren kanadischen Boden gefunden. Dies wurde allerdings erst im September 2017 durch die in Toronto sitzende Non-Profit-Organisation Rainbow Railroad publik, mit denen die Regierung zu diesem Zweck zusammenarbeitete.
Im August 2017 folgte auch die niederländische Regierung mit einer Gesetzesänderung, welche Angehörigen der LGBT-Gemeinschaft Tschetscheniens fast automatisch Asyl gewährt.